# 615 Roswitha
615 Roswitha eller 1906 VR är en asteroid i huvudbältet, som upptäcktes 11 oktober 1906 av den tyska astronomen August Kopff i Heidelberg. Den är uppkallad efter den tyske poeten Roswitha von Gandersheim.
Asteroiden har en diameter på ungefär 48 kilometer.